# Церковь Святейшего Сердца Иисуса (Кишково)
Церковь Святейшего Сердца Иисуса (пол. Kościół Najświętszego Serca Pana Jezusa) — бывшая лютеранская церковь, в настоящее время католический храм, находящийся в селе Кишково Гнезненского повята Великопольского воеводства, Польша. Памятник культуры Великопольского воеводства.

## История
Строительство лютеранской церкви в Кишково началось в 1880 году на средства прихожан и фонда Густава Адольфа, который поддерживал строительство лютеранских храмов. Строительство церкви в неоготическом стиле закончилось в 1882 году. До 1945 году храм принадлежал общине немецких лютеран, проживавших в Кишково и его окрестностях. После войны храм был передан католической общине села.
6 сентября 1996 года церковь была внесена в реестр памятников культуры Великопольского воеводства.
20 сентября 2009 года состоялось освящение церкви, которое совершил гнезненский архиепископ Генрик Мушинский.

## Описание
Интерьер церкви был перестроен в соответствии с католическими канонами. В алтаре сохранились три оригинальных витража 1897 года. Остальные витражи были установлены в 2006 году. После переоборудования сохранились также деревянные двери и кирпичный пол. Храм сохранил свою оригинальную первоначальную форму, характерную для конца XIX века.